# Oasi naturale del Pantano di Saline Joniche
L'Oasi Naturale del Pantano di Saline Joniche è un'oasi naturale che sorge a Saline Joniche, frazione costiera del comune di Montebello Jonico in provincia di Reggio Calabria.
L'oasi è costituita da due laghetti di acqua salmastra, ultima testimonianza di un'antica salina presente in quella zona, bonificata e prosciugata negli anni '70 in occasione della costruzione del complesso industriale della Liquichimica Biosintesi.
L'oasi è attualmente utilizzata per la sosta da molti uccelli migratori (principalmente folaghe, anatre, aironi cenerini e cavalieri d’Italia, ma talvolta anche fenicotteri rosa). 
A causa della sua importanza in quanto habitat naturale che garantisce il mantenimento della biodiversità, tale oasi è stata inserita dall’Unione europea tra i Siti di Interesse Comunitario.